# Жером Петіон де Вільньов
Жером Петіон де Вільнев (фр. Jérôme Pétion de Villeneuve; 3 січня 1756, Шартр — 18 червня 1794, поблизу Сент-Емільона) — діяч Великої французької революції, жирондист, мер Парижа (1791—1792).

## Молодість
Син шартрського прокурора, у 1778 році став адвокатом і тоді ж написав есе «Про шляхи запобігання дітовбивств», яке настільки сподобалося майбутньому вождю жирондистів Бріссо, що той у 1781 році опублікував його у своєму часописі «Філософська і юридична бібліотека». Надалі опублікував ряд есе про реформу права і судочинства, де, зокрема, вимагав припущення шлюбу для священиків і нападав на феодальний принцип первородства. У своїх роботах Петіон проявив себе як шанувальник Руссо.

## Депутат Установчих зборів
У 1789 році був обраний до Генеральних штатів від третього стану Шартра і став одним з радикальних членів Установчих зборів, прихильником свободи і реформ, і здобув велику популярність та репутацію чесної та ділової людини. Тоді ж вступив до клубу якобінців. Він виступав за надання королю права призупиняти вето і висловився проти прерогативи монарха в питанні про право війни і миру. Наприкінці 1790 року він був президентом Установчих зборів, з 15 червня 1791 — президент Кримінального трибуналу Парижа. Коли Людовик XVI і його сім'я втікли і були затримані в Варенні (1791), Петіон разом з Барнавом і де Латур-Мобуром був посланий назустріч полоненим як комісар Зборів і тримав себе з ними холодно і гордовито. В останні місяці діяльності Зборів Петіон намагався примирити конституціоналістів з республіканцями. Після завершальної сесії Асамблеї 30 вересня 1791 року парижани увінчали Петіона, поряд з Робесп'єром, «цивільними вінками» як видатних героїв свободи.

## Мер Парижа
14 листопада 1791 року, після відмови Байї від посади паризького мера, на цю посаду був обраний Петіон. У народі його називали «король Петіон». Петіон був раніше тісно пов'язаний з Бріссо, жирондисти мали в його особі більшу підтримку.
Позиція Петіона виявилася особливо важливою у дні повалення монархії улітку 1792 року. На 20 червня, в річницю клятви в залі для гри в м'яч, готувалася революційна демонстрація; Петіон не міг не знати цього. Озброєний 40-тисячний натовп попрямував до Законодавчих зборів, зі співом дефілювали в залі засідань і проник до палацу, де протягом трьох годин знущалися над королем. Тільки до вечора з'явився Петіон і вмовив народ мирно розійтися.
За пропозицією директорії департаменту і ради міністрів король звільнив Петіона від посади паризького мера (6 липня) за бездіяльність під час заворушень. Але Петіон був уже справжнім кумиром натовпу, який зажадав його повернення. 14 липня величезна юрба зустріла короля при його проїзді криком «Петіон або смерть». Законодавчі збори відновили Петіона на посаді мера.
У Парижі велися активні приготування до повалення монархії. Ще 21 липня готувався збройний напад на палац, але Петіон попередив вибух недостатньо організованого повстання. 3 серпня Петіон з'явився від імені муніципалітету до Законодавчих зборів з вимогою відмови Людовика. На ранок 10 серпня було призначено напад на палац, під час якого Петіон не вживав рішучих заходів проти повстанців. Його викликали з палацу Тюїльрі до законодавчих зборів; коли він повернувся в ратушу, до нього була приставлена варта в 300 осіб. У вересневих вбивствах Петіон не приймав участі .

## Депутат Конвенту
Обраний членом Конвенту від департаменту Ер і Луар, він був першим його головою. В ході боротьби між жирондистами та монтаньярами, Петіон був одним з лідерів перших. Він виступав за скасування королівської влади і проголошення республіки, але рішуче засуджував вересневі вбивства і нападав на Робесп'єра. Проти жирондистів і самого Петіона виступив Марат; Петіону довелося відмовитися від посади мера. Під час суду над королем Петіон висловився за кару, але з відстрочкою. 25 березня Петіон був обраний в члени Комітету громадського порятунку; на цій посаді мав різку сутичку з Робесп'єром, який звинуватив його в тому, що він знав про зраду Дюмур'є і приховав її.

## Останній рік і смерть
2 червня 1793 року влада жирондистів було повалено. У числі 84 депутатів, вигнаних з Конвенту, був і Петіон. Він втік до Евре, а звідти в Кальвадос, який став центром повстання жирондистів. Після поразки повстання Петіон, мабуть, отруївся. Його труп, майже з'їли вовки. Він лежав поряд з трупом Франсуа Бюзо в полі поблизу аквітанського містечка Сент-Емільйон, де довгий час переховувалася остання група жирондистів (червень 1794 року). Петіон та Бюзо загинули незабаром після того, як покинули притулок; їхні товариші Гаде, Саль і Барбару потрапили до представників влади і були страчені, з усієї сент-емільйонської групи врятувався лише один людина — автор роману «Фоблаз» Луве де Кувре, який зумів дістатися до Парижа.
Петіон залишив мемуари, опубліковані у 1864 році.

## Цитати
- «Буржуазії стільки разів твердили про війну багатих і незаможних, що ця думка переслідує її тепер невідступно» (Лист Франсуа Бюзо, 6 лютого 1792 року[6].)